# Arco-da-velha
Arco-da-velha é uma expressão usada quando se quer referir algo de tempos antigos, espantoso, inacreditável, inverossímil.
Pensa-se tratar-se de uma forma reduzida de arco da lei velha, em referência ao arco-íris, que, segundo a Bíblia Sagrada, Deus teria criado em sinal da eterna aliança entre ele e os homens.
| “ | Quando eu vir o arco nas nuvens, eu me lembrarei da aliança eterna estabelecida entre Deus e todos os seres vivos de toda espécie que estão sobre a terra. | ” |

Outra explicação possível é tratar-se uma referência à deusa galaica Cailleach, feiticeira divina que emprestará o nome a Portus Cale, e que no folcore antigo seria responsável pela aparição do arco-íris. Arco-da-velha seria uma referência ao arco que esta, espírito do inverno, portava, com setas de ouro na aljava.